# Franz Vit
Franz Vit (* 6. Oktober 1916 in Herrlich, Königreich Böhmen; † 11. April 2005 in Jülich) war ein deutscher Politiker (SPD).

## Leben und Beruf
Vit bestand 1935 das Wirtschaftsabitur und arbeitete bis 1938 als Exportkaufmann. Von 1939 bis 1945 nahm er als Soldat am Zweiten Weltkrieg teil, zuletzt als Leutnant. Bei Kriegsende geriet er in US-amerikanische Gefangenschaft. Vit war seit 1946 als kaufmännischer Angestellter beim Eschweiler Bergwerks-Verein in Kohlscheid tätig und schloss sich 1952 der IG Bergbau und Energie an.

## Partei
Vit trat 1954 in die SPD ein und war seit 1955 Vorsitzender des SPD-Ortsverbandes Aldenhoven. Von 1964 bis 1969 war er Kreisvorsitzender und von 1965 bis 1971 Unterbezirksvorsitzender der Sozialdemokraten in Jülich.

## Abgeordneter
Vit war von 1961 bis 1971 Kreistagsmitglied des Kreises Jülich und von 1984 bis 1994 Ratsmitglied der Gemeinde Aldenhoven. Dem Deutschen Bundestag gehörte er von 1965 bis 1976 an. Er war stets über die Landesliste Nordrhein-Westfalen ins Parlament eingezogen.

## Öffentliche Ämter
Vit war von 1956 bis 1971 Bürgermeister der Ortschaft Aldenhoven und danach von 1972 bis 1984 in gleicher Funktion Oberhaupt der Gemeinde Aldenhoven. Von 1964 bis 1966 amtierte er als stellvertretender Landrat des Kreises Jülich.

## Ehrungen
- 1966: Ehrenring der Gemeinde Aldenhoven
- 1973: Bundesverdienstkreuz 1. Klasse
- 1978: Großes Bundesverdienstkreuz
- 1994: Ehrenbürgerschaft der Gemeinde Aldenhoven
- Nach ihm wurde die Großsporthalle in Aldenhoven nach deren Renovierung benannt.